# Jean Blouf
Jean Blouf, ou Plouf (Plouffe selon l'orthographie française moderne), est un personnage historique québécois né à Paris (France) en 1643 et mort le 15 avril 1700 à Montréal. Il fut un des colons de la Nouvelle-France et a habité Verchères dès 1672, l'année-même de la création de la Seigneurie.

## Jeunesse
Ses parents étaient le maître cordonnier Antoine Blouffe (ou Blouf, selon les sources), de Abbeville, né en 1615, et Geneviève Demest, originaire de Paris, où ils se marièrent le 24 février 1641. Il est certain que le fils Jean Blouf avait déjà traversé en Nouvelle-France en 1665.

## La traversée
Ils n'étaient pas persécutés ou forcés de partir et Paris n'était pas pauvre. C'était l'aventure qui attirait ces jeunes hommes illettrés. Et le fait que le Roi de France avait offert des avantages pour aller en Nouvelle-France. La Compagnie des Cent Associés devait créer des seigneuries au Québec pour ensuite les subdiviser en concessions aux immigrants. Ces immigrants étaient souvent engagés pour une période de trois années. On les appelait donc Les 36 Mois. La plupart des recrues étaient des célibataires, payés de 40 à 120 livres par an. En plus, ils étaient transportés en Nouvelle-France et recevaient des terres. Ils étaient souvent sans éducation. Lorsque Samuel de Champlain mourut en 1635, il y avait 132 colons dans la colonie, dont 35 venant du Perche.
La plupart des départs eurent lieu dans la période 1634-1662. Les pauvres voyageurs de la France au Nouveau Monde étaient victimes de tous les périls : tempêtes, pirates, maladies. La durée du voyage pouvait varier de un à trois mois. Par exemple, il fallut 117 jours à Jean Talon pour rejoindre Québec en 1665, mais seulement 35 jours pour le bateau Arc-en-ciel en 1678. Pour la navigation, il était préférable de lever l'ancre de France avant le 1er mai. Les bateaux du XVIIe siècle étant généralement plus petits que 200 tonnes, les accommodations étaient modestes. Malgré toutes les difficultés et les dangers, la majorité des marins et des passagers arrivaient à bon port.

## Mariage
La première mention officielle de Jean Blouf au Canada est à Ville-Marie lors du recensement de Jean Talon de 1666. Il passe à Boucherville, alors qu'il tente de s'y établir comme savetier. Il la quitte pourtant rapidement pour s'engager auprès du Seigneur François Jarret de Verchères, de qui il reçut en concession des terres. L'affaire consistait en plusieurs arpents du côté de Contrecœur. En échange, il fallait que Jean y établisse résidence. Si ce Blouf était en position d'accepter les conditions, c'est qu'il y était déjà depuis un certain temps, et en connaissait les ressources et le climat, et qu'il était prêt à s'établir.
Entre-temps, le 24 juin 1669 dans la chapelle Notre-Dame de l'Hôtel-Dieu à Montréal, Jean Blouf mariait Madeleine Guillebœuf, une des filles du Roi née en 1655 à Rouen en Normandie. Il était fréquent en ces temps reculés que les hommes se marient avant 30 ans, et les femmes avant 20 ans. Elle était la fille de Nicolas Guillebœuf et Madeleine Vauclin, aussi de Rouen, mariés là-bas en 1654.

## Derniers moments
Respecté dans la communauté, Jean Blouf est d'ailleurs considéré comme un des dix premiers propriétaires terriens de Verchères. La plupart des historiens pensent qu'il fut enterré en 1700 à Montréal. De son union sont issus cinq garçons et deux filles. La famille Plouffe donna des terres pour la première église de Verchères. Sa femme, remariée, mourut en 1708. Grâce à Jean Blouf de Verchères, des milliers de personnes nommées Plouffe se retrouvent aujourd'hui à travers l'Amérique du Nord, dont le mathématicien Simon Plouffe. Il donna aussi son nom à un quartier de Laval et à un célèbre roman.
L'origine du nom de Jean, Blouf pourrait correspondre à l'ancien français baloffe : « balle de blé ». Plus tard, il devient un patronyme. Voici quelques-unes des variations du nom Blouf en usage : Blouffe, Ploof, Plouf, Plouff, Plouffe , Pluff, etc.